# A natural arrangement of British plants
A natural arrangement of British plants («Естественная классификация британских растений») — опубликованная в 1821 году работа в двух томах, написанная британским ботаником Сэмюэлом Фредериком Греем (1766—1828). Она опиралась на искусственную классификацию Карла Линнея, поэтому таксоны рангом выше вида, описанные в ней, оказались гомогенными по составу.
Стандартное обозначение названия книги при использовании в номенклатурных цитатах — Nat. arr. Brit. pl.

## Общая информация
Полное название работы — A natural arrangement of British plants, according to their relations to each other, as pointed out by Jussieu, De Candolle, Brown &c. including those cultivated for use; with an introduction to botany, in which the terms newly introduced are explained; illustrated by figures.
Сэмюэл Грей посвятил свою работу архиепископу Кентерберийскому Чарльзу Мэннерс-Саттону (1755—1828).
По словам сына Сэмюэла Фредерика Джона Эдуарда Грея, Сэмюэл является автором лишь вступления к этой книге, занимающего первую половину первого тома, основную же описательную часть написал сам Джон Эдуард при содействии отца.
Первый том работы был издан в Лондоне в сентябре или ноябре 1821 года, в самой книге указана дата «1 ноября 1821». В первом томе содержалось 824 страницы и 21 чёрно-белый рисунок. Второй том был издан в ноябре 1821 года и включал 757 страниц. Некоторые источники называют датой публикации работы январь 1822 года.
«Естественная классификация» была опубликована в конце 1821 года, в то время как датой публикации книги Элиаса Фриса Systema mycologicum считается 1 января 1821 года. Поэтому названия грибов, опубликованные в работе Грея, не требуют подтверждения. Однако при синонимизации названий из работ Грея и Фриса, изданных до 1832 года, приоритетом обладают названия Фриса независимо от даты публикации.